# VTech CreatiVision
VTech CreatiVision fue una consola híbrida que constaba de una computadora y una consola de videojuegos presentada por la empresa china VTech en 1981 y lanzada en 1982 forma parte de la segunda generación de videoconsolas. Costo al rededor $295 dólares australianos en Australia. la consola era un concepto similar a consolas de esa época como la APF Imagination Machine, y  la VideoBrain Family Computer y, en menor medida, la consola Intellivision con su addon Coleco Adam, todas las cuales fueron pioneras a la tendencia de las consolas de videojuegos escondidas en computadoras de gama baja. Se suspendió en 1986.

## Historia
CreatiVision se distribuyó en muchos países europeos, Alemania Occidental, Austria, Suiza Italia, también algunos países africanos como Sudáfrica y asiáticos como Israel con el nombre de Educat 2002, también en Oceanía como Australia y Nueva Zelanda con el nombre de The Dick Smith Wizzard. conto con muchos nombres para el sistema (todos fueros distribuidos oficialmente por VTech) otros nombres incluyen FunVision Computer Video Games System, Hanimex Rameses (ambos lanzados en Australia y Nueva Zelanda) y VZ 2000 (planeado para lanzarse en Francia, no lanzado). Todos esos CreatiVision y clones similares fueron diseñados para usarse en estándard PAL, excepto la versión del CreatiVision de japon (distribuido por Cheryco) era standard NTSC hoy en día muy buscado por los coleccionistas. Sin embargo, el lanzamiento en Estados Unidos se planeo pero nunca se lanzo al mercado.

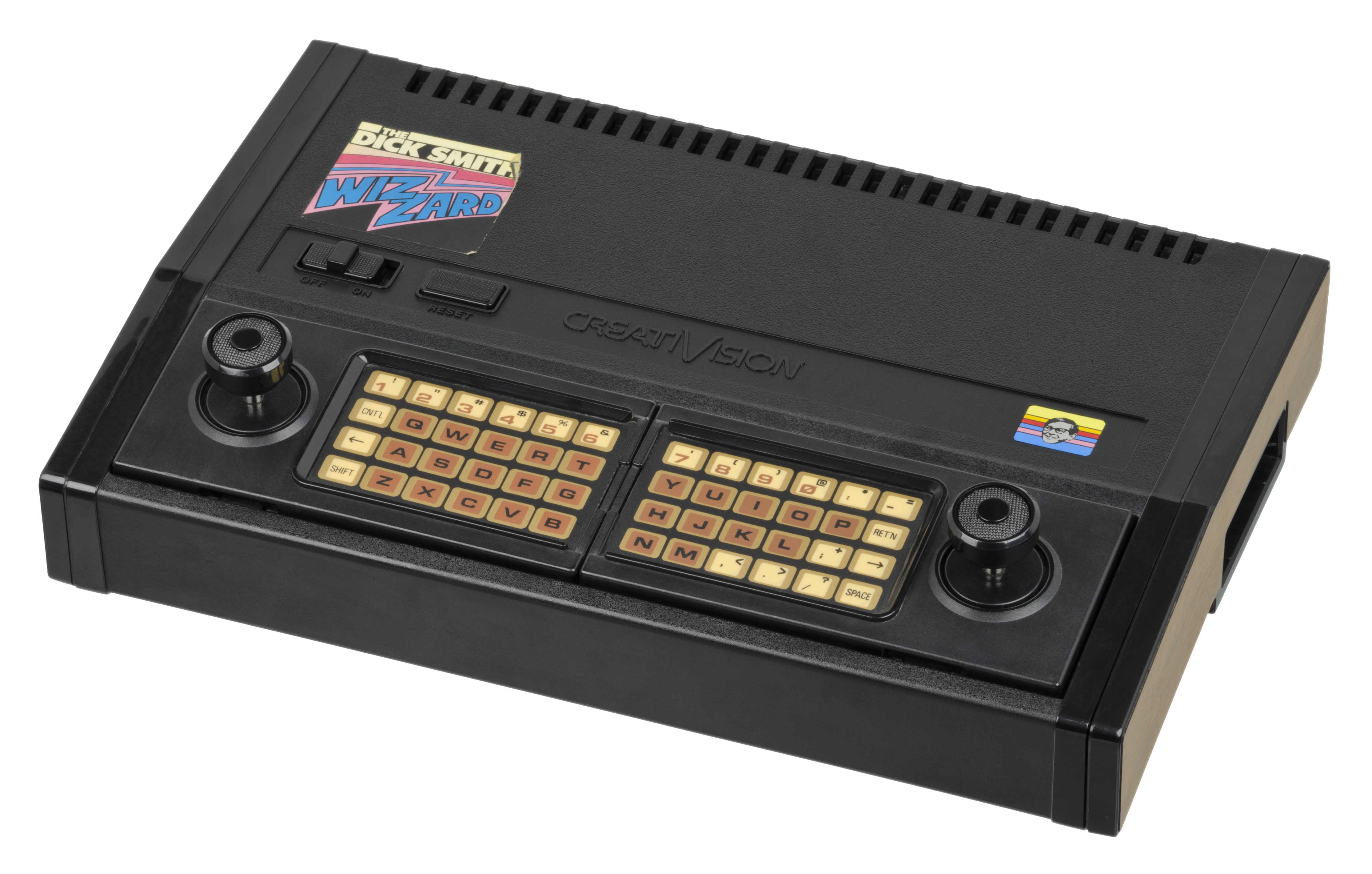
VTech CreatiVision se renombró como The Dick Smith Wizzard

La CreatiVision contaba con un CPU Rockwell 6502 de 8 bits con una velocidad de 2 MHz, 1 KB de RAM y 16 KB de VRAM, y con una resolución de 256 × 192 pixeles con una capacidad de hasta 16 colores y 32 sprites. La consola tiene dos controles con un  teclado de membrana y un  joystick integrado ( como los de  ColecoVision y Atari 5200 ) que se guardan en un hueco especial en la parte inferior de la consola, se puede usar como un teclado de computadora usando los 2 al mismo tiempo, tiene conexión para un reproductor de casetes, y la entrada para un teclado de goma adicional, con un conexion I/O paralela compatible con unidades de  disquete  y  módem (probablemente fue cancelado) y un módulo de expansión de memoria para usar con el cartucho de idioma básico. Se puede conectar cualquier impresora compatible con Centronics al módulo de E/S si está presente.
La CreatiVision se descontinuó a finales de 1985 principios de 1986.
VTech vendió entre 1984 y 1986 una computadora de gama baja basada en el hardware de la CreatiVision era compatible con la mayoría de sus juegos se llamó Laser 2001, se vendió en Alemania Occidental y Francia. se vendió  en Finlandia a través de Salora, con el nombre de Manager.  esta version tenía un conjunto de caracteres finlandeses.
Se lanzo un módulo que era capaz de la ejecución de juegos de ColecoVision se lanzo con el CreatiVision Mark-2 (una versión posterior del primer modelo, que incorpora cambios de hardware diseñados específicamente para que el módulo Coleco funcione). Antes de ser lanzado, el módulo fue modificado internamente para que funcionara solamente en las computadoras Laser 2001 y Manager. se puede hacer funcionar con un adaptador especial (casero) para que el módulo Coleco funcione en la CreatiVision Mark-2.

## Lista de juegos
En algunas zonas, la consola y los juegos se vendieron con nombres diferentes porque se distribuyeron por otras compañías, como Cheryco en Japón y Hanimex en Australia. VTech reeditó varios juegos existentes anteriormente en 1985.
solo se conoce que hay al menos unos 18 juegos.
| #  | título                | nombre alternativo                                   | genero                            | Clon de                          | año  |
| -- | --------------------- | ---------------------------------------------------- | --------------------------------- | -------------------------------- | ---- |
| 1  | Air/Sea Attack        | Submarine Air/Sea Battle                             | Shoot 'em up                      |                                  | 1981 |
| 2  | Astro Pinball         |                                                      | Pinball                           | None                             | 1982 |
| 3  | Auto Chase            | Car Chase                                            | laberinto, Videojuego de carreras | Rally-X                          | 1981 |
| 4  | BASIC Interpreter 1.0 |                                                      | None                              | None                             | 1982 |
| 5  | Chopper Rescue        |                                                      | Shoot 'em up                      |                                  | 1983 |
| 6  | Crazy Chicky          | Crazy Paku                                           | laberinto                         | Pac-Man (with modified gameplay) | 1982 |
| 7  | Crazy Pucker          |                                                      | laberinto                         | Pac-Man                          | 1981 |
| 8  | Deep Sea Adventure    |                                                      | Shoot 'em up                      | Defender                         | 1982 |
| 9  | Locomotive            |                                                      | Videojuego de plataformas         | BurgerTime                       | 1983 |
| 10 | Mouse Puzzle          |                                                      | Puzzle                            | Loco-Motion                      | 1982 |
| 11 | Music Maker           |                                                      | Videojuego de música              | None                             | 1983 |
| 12 | Planet Defender       | Earth Defense Force (Chikyū Bōeigun) Galaxy Defender | Shoot 'em up                      | Defender                         | 1981 |
| 13 | Police Jump           |                                                      | Videojuego de plataformas         | Donkey Kong                      | 1982 |
| 14 | Soccer                |                                                      | Videojuego de deportes            | None                             | 1983 |
| 15 | Sonic Invader         | Invaders                                             | Fixed shooter                     | Space Invaders                   | 1981 |
| 16 | Stone Age             |                                                      | Puzzle                            | Pengo                            | 1984 |
| 17 | Tank Attack           | Tank Battle                                          | Shoot 'em up                      | Combat (video game)              | 1981 |
| 18 | Tennis                | Who's for Tennis?                                    | Videojuego de deportes            | None                             | 1981 |

Notas
1. ↑  Crazy Pucker was reissued with two different titles; Crazy Chewy and Crazy Moonie.